# 1000ヤードの凝視

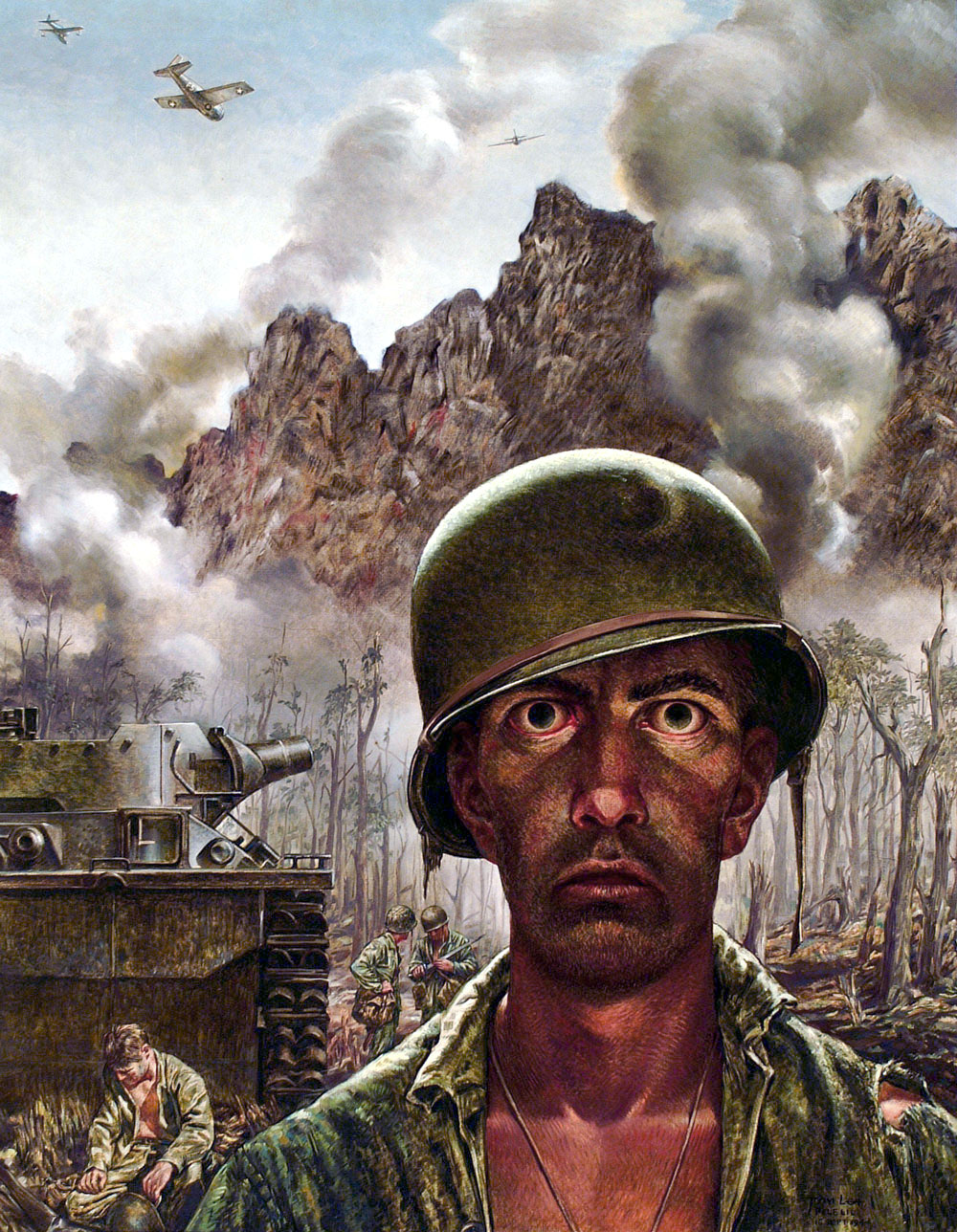
「2000ヤードの凝視」を描いた従軍画家トム・リーの作品

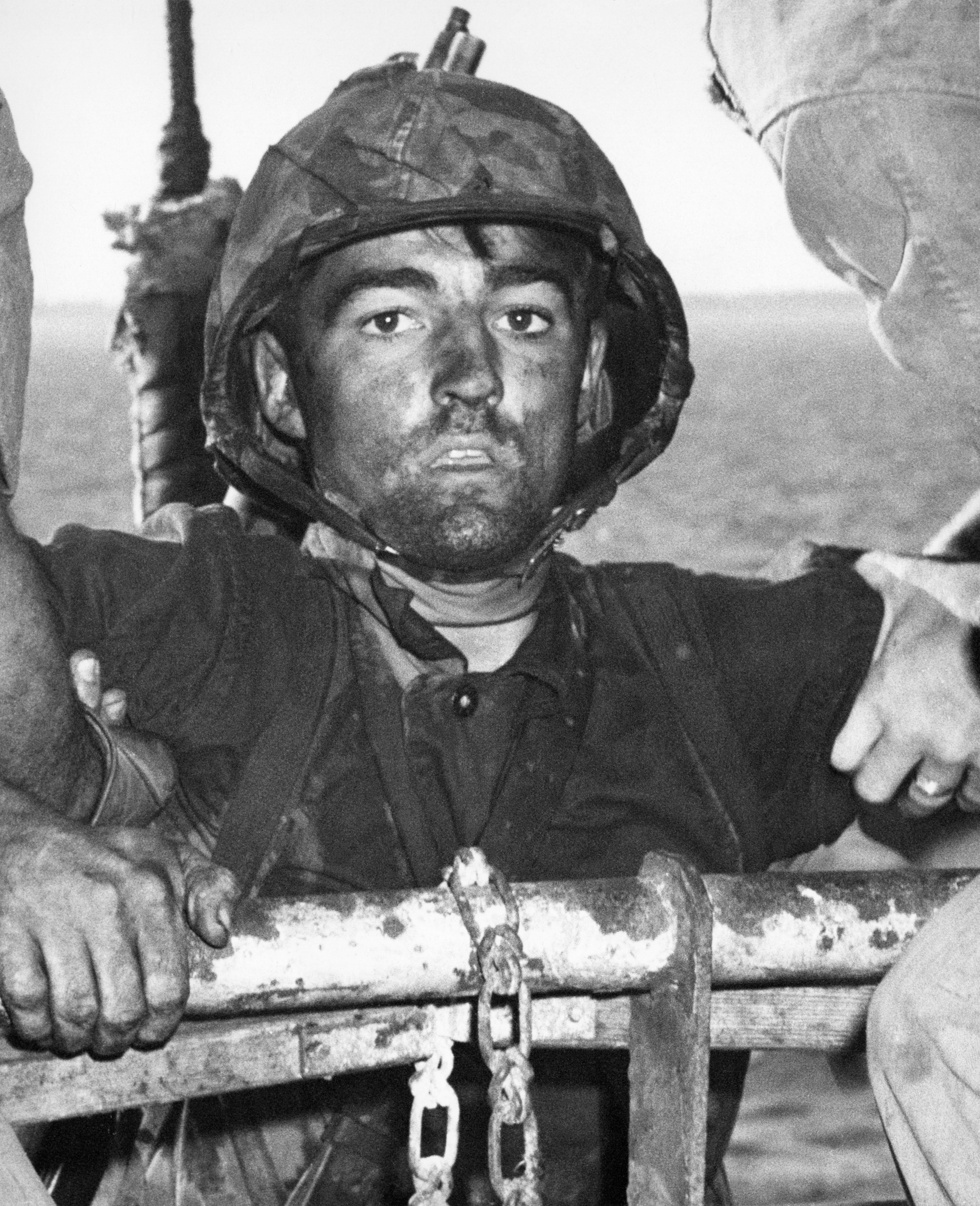
1944年2月のエニウェトクの戦いでの2日にわたる絶え間ない戦闘を経て「1000ヤードの凝視」を見せる海兵隊員。彼は1ヶ月後に戦死した。

1000ヤードの凝視（1000ヤードのぎょうし、英: thousand-yard stare）または2000ヤードの凝視（2000ヤードのぎょうし、英: two-thousand-yard stare）とは、戦場の恐怖によって解離状態になり、感情が麻痺した兵士が持つ、うつろで焦点の定まらない眼差しを指す用語。時に、戦争以外のトラウマによって解離状態に陥った人々の目つきを指すのに使われることもある。

## 起源
この用語は1945年6月に『ライフ』誌が、従軍記者で画家のトム・リー による作品『海兵隊員はそれを例の2000ヤードの凝視と呼ぶ』（Marines Call It That 2,000 Yard Stare）を掲載した後に広まった。ただし、『ライフ』掲載時にはMarines Call It That 2,000 Yard Stareという題名は示されていなかった。作品は1944年のペリリューの戦いに参加した無名のアメリカ海兵隊兵士の肖像画であり、 現在はワシントンD.C.のフォート・レスリー・J・マクネーアにある米陸軍戦史センターに収蔵されている。肖像画のモデルとなった実在の兵士について、作者のリーは以下のように述べている。
彼が祖国を離れて31ヶ月が過ぎていた。彼は参加した最初の戦闘で負傷した。彼はいくつもの熱帯病にかかった。彼は夜もまともに眠れず、穴に潜むジャップを一日中掃討している。彼の部隊では3分の2が死ぬか負傷している。彼は今日の朝には前線に戻る。ひとりの人間はいつまで耐えられるのだろうか？
海兵隊の伍長としてベトナム戦争に参加したジョー・ハウルは、1965年に初めてベトナムに到着した後、配属された分隊の兵士の感情のない目を見た時のことを回想して、「彼らはまるで生命が吸い出されたような眼差しをしていた」と述べている。ハウルはのちにそれが「1000ヤードの凝視」と呼ばれていることを知ったが、ハウル自身も「ベトナムで最初の友達が死んだ時、感情を麻痺させることが最良の選択だと気づいた」と語っている。